# Bensley
Bensley – jednostka osadnicza w Stanach Zjednoczonych, w stanie Wirginia, w hrabstwie Chesterfield.